# Tomoya Inukai
Tomoya Inukai (犬飼 智也 Inukai Tomoya?, Shizuoka, Shizuoka, 12 de mayo de 1993) es un futbolista japonés que juega como defensa en el Kashiwa Reysol de la J1 League.

## Trayectoria

### Clubes
| Club                            | País  | Año       |
| ------------------------------- | ----- | --------- |
| Shimizu S-Pulse                 | Japón | 2012-2017 |
| Matsumoto Yamaga F. C. (cedido) | Japón | 2013-2014 |
| Kashima Antlers                 | Japón | 2018-2021 |
| Urawa Red Diamonds              | Japón | 2022-2023 |
| Kashiwa Reysol (cedido)         | Japón | 2023      |
| Kashiwa Reysol                  | Japón | 2024-     |

## Palmarés

### Títulos nacionales
| Título             | Club               | País  | Año  |
| ------------------ | ------------------ | ----- | ---- |
| Supercopa de Japón | Urawa Red Diamonds | Japón | 2022 |

### Títulos internacionales
| Título                      | Club               | Sede    | Año  |
| --------------------------- | ------------------ | ------- | ---- |
| Liga de Campeones de la AFC | Kashima Antlers    | Teherán | 2018 |
| Liga de Campeones de la AFC | Urawa Red Diamonds | Saitama | 2022 |